# Mgwagwa Gamedze
Mgwagwa Gamedze est un homme d'État eswatinien, Premier ministre par intérim du 28 septembre au 6 novembre 2023.

## Biographie

### Carrière politique
Mgwagwa Gamedze est ministre de la Justice et des Affaires constitutionnelles, ministre de l'Intérieur et ministre des Affaires étrangères et de la Coopération internationale de 2013 à 2018,. Le 28 septembre 2023, le roi Mswati III le nomme Premier ministre par intérim alors qu'il occupe le poste de chef de bureau du roi, le 28 septembre 2023,.
Il participe aux funérailles du dirigeant national de la police, William Tsintsibala Dlamini, le 14 octobre suivant. Il quitte ses fonctions le 6 novembre quand Russell Dlamini devient le nouveau Premier ministre en titre.